# 沈弼
沈弼男爵，CBE（1925年5月29日—2017年7月2日）是一位英国企业家。

## 生平
出生於薩里郡，於牛津的聖愛德華學校。1945年入伍，並自告奮勇參加印度陸軍，印度獨立後，他加入騎兵團。
1949年沈弼加入香港上海滙豐銀行，並於1977年至1986年成為滙豐銀行執行主席，出任主席期間落實在中環興建新一代的香港滙豐總行大廈，該大廈成為當時世界最昂貴的建築物。
1997年沈弼獲委任成為上議院議員，並退居漢普郡。2017年7月2日，他於英國逝世，終年90歲，當天正好是香港主權移交20周年翌日。